# Wind (band)

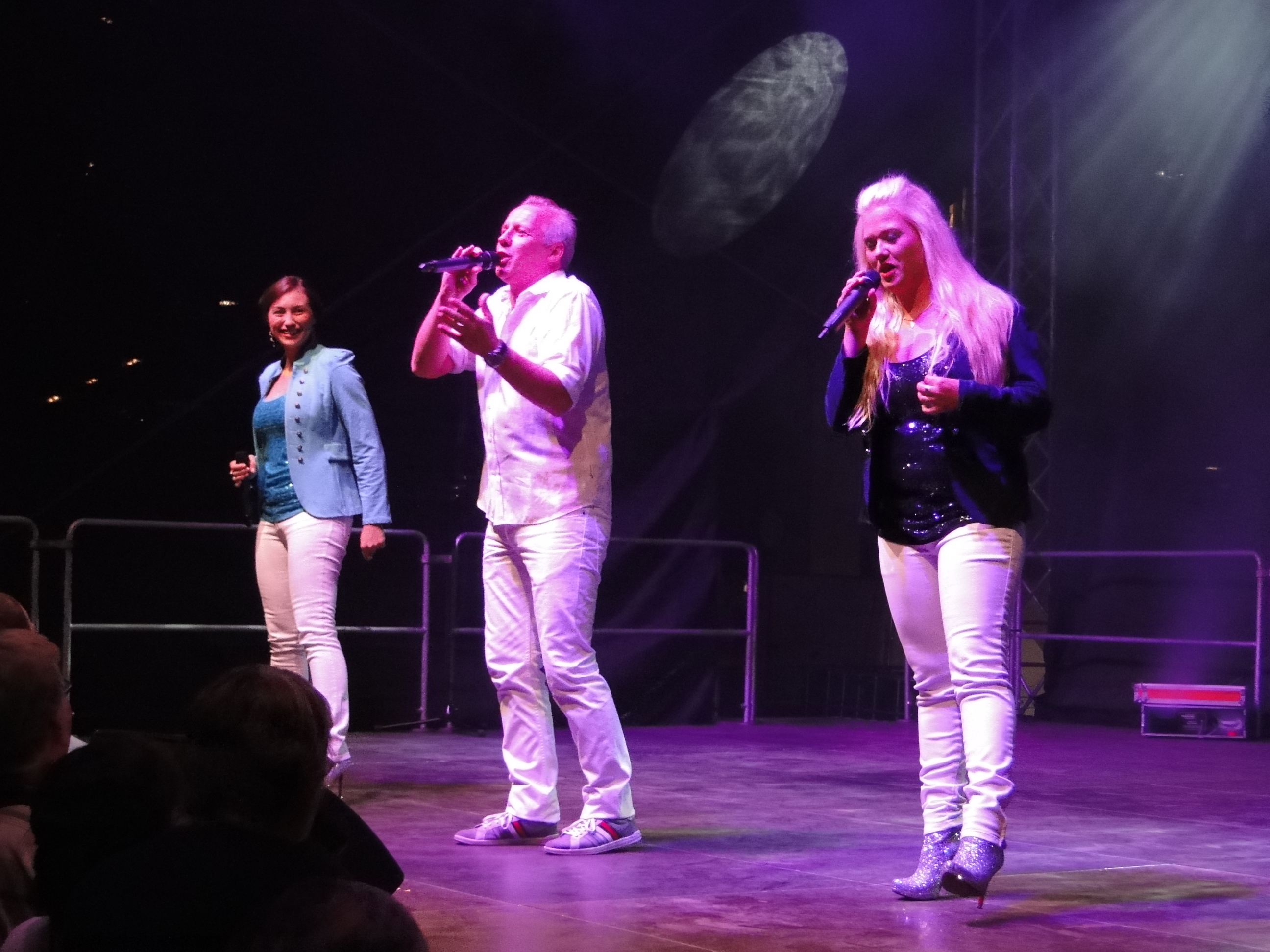
Wind in augustus 2013

Wind is een Duitse band die vooral door schlagers bekend is geworden.
De groep ontstond in 1985, en de oorspronkelijke groepsleden waren:
- Alexander 'Ala' Heiler
- Christine von Kutschenbach
- Rainer Höglmaier
- Willie Jakob
- Sami Kalifa
- Petra Scheeser

In 1985 zond de groep het liedje Für alle in bij Ein Lied für... Göteborg, de Duitse preselectie voor het Eurovisiesongfestival. Ze wonnen die voorronde verrassend en op het songfestival zelf zongen ze zich naar een tweede plaats.
Twee jaar later, in 1987, vond de groep tijd om opnieuw mee te doen, ditmaal met het liedje Lass die Sonne in dein Herz. Na eerst weer Ein Lied für... Brussel gewonnen te hebben behaalden ze opnieuw de tweede plaats op de jaarlijkse liedjeswedstrijd. De groep was wel niet meer dezelfde als die van twee jaar geleden, want Höglmaier en Jakob hadden haar intussen verlaten en Andreas Lebbing was erbij gekomen.
In 1990 gingen ook Heiler en von Kutschenbach weg bij de groep, zodat ze nog maar met zijn drieën overbleven, en een jaar later, zijnde in 1991, ging Lebbing dan ook nog eens weg, maar toen kwamen Oliver Hahn, Stefan Marò en Albert Oberloher (voormalig echtgenoot van zangeres Michelle) bij de band.
Ze schreef zich nog eens een jaar later wederom in voor Ein Lied für... Malmö met het liedje Träume sind für alle da. De mensen hadden vertrouwen in de groep, die dan ook nogmaals naar het songfestival mocht gaan, maar daar bereikten ze uiteindelijk slechts de zestiende plaats.
In de late jaren 90 verlieten ook de twee nog overgebleven stichtende leden Scheeser en Kalifa de groep en kwamen er ook weer nieuwe zangers voor hen in de plaats. In 1998 namen ze samen met rapzangeres Diana mee aan de Countdown Grand Prix, maar  een nieuw eurovisieavontuur was hen dit keer niet meer gegund.

## Successen
- Für alle 1985
- Lass die Sonne in dein Herz 1987
- Jeder hat ein Recht auf Liebe 1987
- Piña Colada 1989
- Bleib bei mir 1998
- Kumbaya 2001
- Mach mich an – Coco Jamboo 2004

## Discografie
- Für alle 1985
- Stürmische Zeiten 1985
- Jeder hat ein Recht auf Liebe 1987
- Lass die Sonne in dein Herz/Let the sun shine in your heart 1987
- Alles klar 1989
- Frischer Wind 1998
- Hitze 1990
- Total verliebt 1994
- Mit Herz und Seele 1995
- Die ganze Nacht an dich gedacht 2000
- Sonnenklar 2001
- Kein Weg zu weit 2002
- Nur mit dir und sofort 2002
- Mach mich an 2004
- Sonne auf der Haut 2004
- Wunderbar 2004

DVDs:
- Sonnenklar 2001